# Pycnoscelus tenebriger
Pycnoscelus tenebriger är en kackerlacksart som först beskrevs av Walker, F. 1868.  Pycnoscelus tenebrigera ingår i släktet Pycnoscelus och familjen jättekackerlackor. Inga underarter finns listade i Catalogue of Life.